# Dlina Volny
Dlina Volny (рус. Длина волны) — музыкальное трио из Минска. Играют музыку в жанрах нью-вейв, пост-панк, синт-поп, брут-поп. Являются представителями современной музыкальной сцены Беларуси.

## История
В состав группы входят Маша Зиневич (вокал), Вад Микуцкий (бас-гитара), Алесь Шишло (клавишные).
Dlina Volny образовалась в 2016 году.
Как говорят сами музыканты, своё вдохновение они находят в советском наследии родного города Минска, "в декорациях несуществующей эпохи."
Дебютный релиз «Neizmerima» был впущен в мае 2016 года.
В мае 2018 года группа выпустила полноформатный альбом «Mechty».
В начале 2020 года начали сотрудничество с музыкальным лейблом Italians Do It Better и анонсировали выпуск второго полноформатного альбома.

## Дискография

### Альбомы
| Год  | Название     | Подробнее                                                                        |
| ---- | ------------ | -------------------------------------------------------------------------------- |
| 2016 | «Neizmerima» | - Выпущен: 17 мая 2016 - Формат: цифровое скачивание - Лейбл: Self-released, FYM |
| 2018 | «Mechty»     | - Выпущен: 17 мая 2018 - Формат: цифровое скачивание - Лейбл: Self-released      |

### Синглы
| Год  | Название               | Подробнее                                                                             |
| ---- | ---------------------- | ------------------------------------------------------------------------------------- |
| 2018 | «Mechta»               | - Выпущен: 9 мая 2018 - Формат: цифровое скачивание - Лейбл: Self-released            |
| 2020 | «Кафе танцующих огней» | - Выпущен: 8 марта 2020 - Формат: цифровое скачивание - Лейбл: Self-released          |
| 2020 | «Do It»                | - Выпущен: 20 марта 2020 - Формат: цифровое скачивание - Лейбл: Italians Do It Better |
| 2020 | "I'm Not Allowed"      | - Выпущен: 1 мая 2020 - Формат: цифровое скачивание - Лейбл: Italians Do It Better    |